# Adoxophyes peritoma
Adoxophyes peritoma es una especie de polilla del género Adoxophyes, tribu Archipini, subfamilia Tortricinae.

## Distribución
Se distribuye por Madagascar.

## Taxonomía
Fue descrita por Meyrick en 1918 y publicada en Exotic microlepidoptera 2: 167.